# Gevlekte blauwtongskink
De gevlekte blauwtongskink (Tiliqua nigrolutea) is een hagedis uit de familie skinken (Scincidae).

## Naam
De wetenschappelijke naam van de skink werd voor het eerst voorgesteld door Jean René Constant Quoy en Joseph Paul Gaimard in 1824. Oorspronkelijk werd de wetenschappelijke naam Scincus nigroluteus gebruikt en later werd de soort beschreven als Cyclodus nigroluteus.
De soortaanduiding nigrolutea betekent vrij vertaald 'zwart en geel'; niger = zwart en lutea (lúteus) = geel.

## Verspreiding en habitat
De gevlekte blauwtongskink komt voor in delen van zuidelijk Australië en is aangetroffen in de staten New South Wales, Tasmanië, Victoria en Zuid-Australië.
De habitat bestaat uit open zanderige plekken waar het dier zich in kan graven in het zand. Duinen, verstuivingen, bosranden en heidevelden zijn favoriet, als er maar enige vegetatie en rotsen of stenen zijn waar de hagedis zich onder kan verstoppen. In door de mens gecultiveerde gebieden zoals tuinen worden vaak ondergrondse leidingen gebruikt om in te schuilen.

## Uiterlijke kenmerken

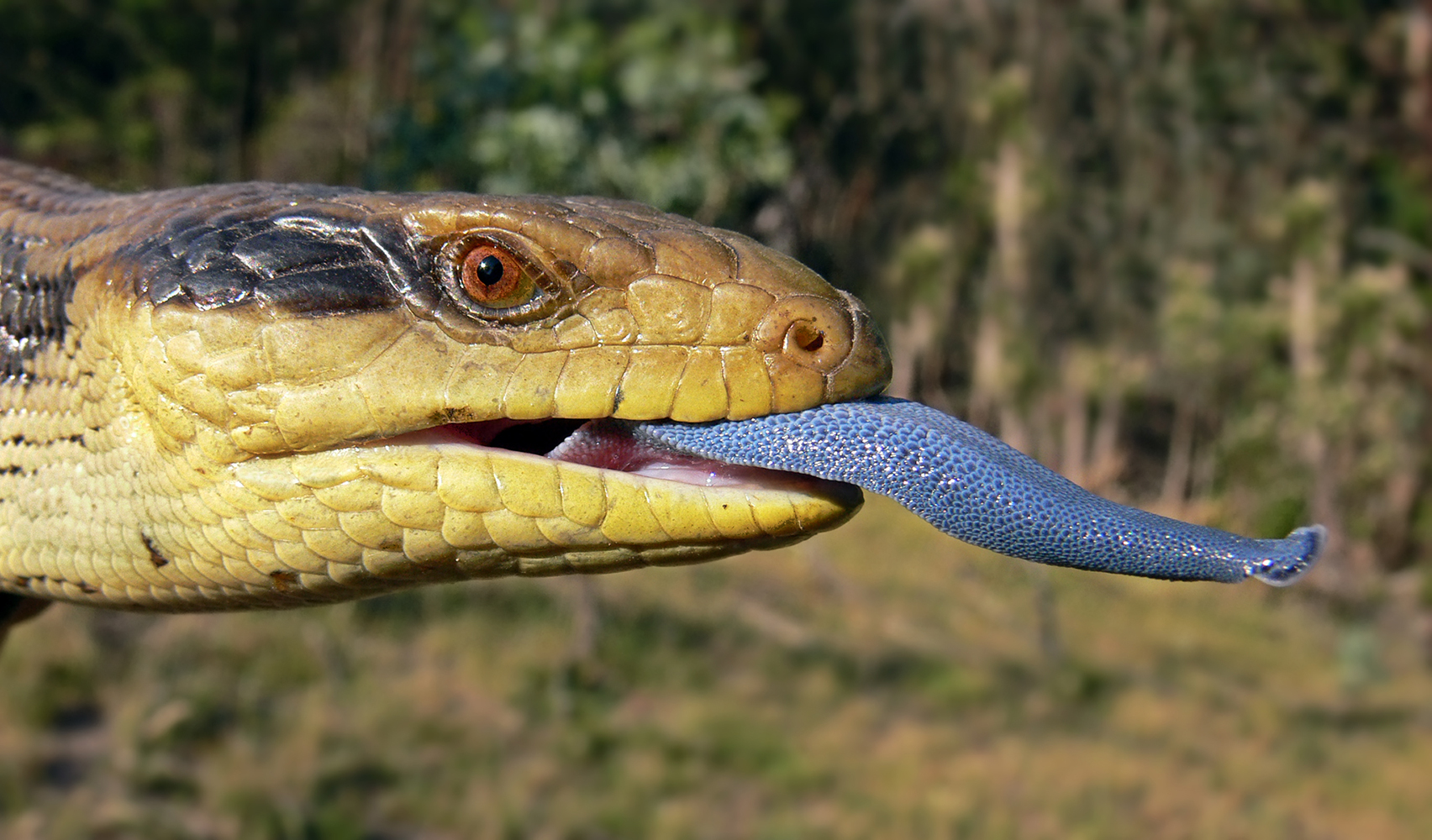
Net als andere blauwtongskinken heeft deze soort een blauwe tong.

Deze skink bereikt een kopromplengte tot ongeveer dertig centimeter exclusief de staart, deze is ongeveer twaalf tot vijftien cm lang. De staart is duidelijk korter dan het lichaam en is rond in doorsnede, de staart eindigt spits. Ook het lichaam is bijna rolrond en is bedekt met gladde schubben. De poten en vingers en tenen zijn relatief kort.
De kop is opvallend stomp, de iris is meestal oranje. De basiskleur is donkerbruin tot bijna zwart met lichtbruine tot gele ovale vlekken op de nek, de rug en de staart die een nettekening vormen. Bij juvenielen zijn de kleurpatronen helderder en komen oranje en gele vlekken voor, maar deze vervagen met de jaren.

## Voedsel en vijanden
Het voedsel bestaat uit insecten en slakken, maar ook plantendelen zoals fruit en bladeren worden gegeten. Met de harde kaken kan de skink slakkenhuizen kraken. De skink is dol op aardbeien en wordt hierdoor niet gewaardeerd door tuinders. Ook is waargenomen dat ze de etensbak van honden en katten leegeten. De skink ziet soms slakkenkorrels aan voor voedsel, met fatale gevolgen. Exemplaren die in tuinen leven vallen regelmatig ten prooi aan grasmaaiers.
Vijanden zijn voornamelijk roofvogels zoals de kookaburra (Dacelo novaeguineae) en de grote bruine valk (Falco berigora) en slangen zoals de zwarte adder (Pseudechis porphyriacus) en de soort Pseudonaja textilis. Ook huisdieren zoals honden en katten maken veel skinken buit, vooral de relatief weerloze jonge exemplaren. Volwassen dieren zijn weerbaar en kunnen een zeer pijnlijke bijt uitdelen.

## Voortplanting
In de paartijd zijn mannetjes agressief tegen andere mannetjes en gaan gevechten aan. Zoals alle soorten blauwtongskinken is deze soort levendbarend; er worden geen eitjes afgezet maar de jongen ontwikkelen zich volledig in het moederdier en komen levend ter wereld. Per worp worden één tot vijftien jongen geboren. De gevlekte blauwtongskink kan in gevangenschap tot twintig jaar oud worden.